# Sentedordżijn Süchbaatar
Sentedordżijn Süchbaatar (ur. 13 czerwca 1981) – mongolski zapaśnik w stylu wolnym. Dwukrotny uczestnik mistrzostw świata, dziewiętnasty w 2006. Brązowy medal w mistrzostwach Azji w 2006. Trzeci w Pucharze Azji w 2003 roku.